# Église de la Nativité-de-la-Sainte-Vierge de Montigny-sur-l'Hallue
L'église de la Nativité-de-la-Sainte-Vierge, ou plus rarement église Notre-Dame, est située sur le territoire de la commune de Montigny-sur-l'Hallue, dans le département de la Somme, au nord d'Amiens.
L'église, désacralisée, a été reconvertie en salle culturelle et héberge notamment le repas du 14 juillet.

## Historique
De l'église des XIIIe et XIVe siècles, il ne reste que le portail ouest, deux contreforts d'angle et des pierres du mur nord et de l'abside, en pierre blanche du pays. L'édifice a été presque entièrement reconstruit au XIXe siècle en brique et pierre sur les anciens soubassements de grès.

## Caractéristiques

### Extérieur
L'église s'élève sur un terre-plein qui servait jusqu'en 1854 de cimetière paroissial. L'abside et la façade sont en craie, la sacristie est en brique. Le clocher est couvert par un essentage d'ardoise. L'édifice est couvert en ardoise à l'exception de la sacristie. Les murs latéraux sont faits de treize lits de pierre alternés avec des lits de brique. Du côté nord, cette nouvelle muraille recouvre la muraille originelle. 
La façade est percée d'un portail en ogive voussuré, surmonté d'une baie également ogivale. Les murailles sont percées de baies en plein cintre. La façade sud est en outre percée d'un portail rectangulaire de 4 m de hauteur et 1,90 m de largeur. L'abside, orientée à l'est, comporte trois pans en pierres blanches, ainsi que quatre contreforts. Elle est éclairée par deux baies non moulurées, similaires à celles de la nef.
Ouvrant directement dans la propriété privée, le portail de la façade ouest n'est plus accessible. Il a été muré de l'intérieur et la baie qui le surmonte est obturée par un panneau de bois. Le clocher en bois, coiffé d'un chapeau en éteignoir, repose sur la façade ouest et sur une poutre sablière supportée par deux montants en bois, à l'intérieur de la nef.

## Intérieur
La nef dont la longueur est de 13,50 m et la largeur de 6,50 m, est éclairée de chaque côté par une baie. Quatre tirants en gros fer rond, empêchent l'écartement latéral des murs.
Le chœur, surélevé d'une marche, a une longueur de 5 m et une largeur de 7 m. Il est éclairé par deux baies ; le vitrail de droite est une représentation de saint Antoine de Padoue, celle de gauche est en verre blanc. 
Le sanctuaire à trois pans est surélevé d'une autre marche. Sa profondeur est de 5 m. Il est éclairé par deux baies ; le vitrail de la baie de droite est une représentation de la sainte Famille. La baie de gauche a été déposée en 1985 et son vitrail démonté ; elle est obturée par un panneau de bois. Toutes ces baies en plein cintre, ont 3 m de hauteur et 1,70 m de largeur.
Les voûtes en berceau, ont été réalisées en plâtre sur lattis. Le chœur et le sanctuaire ont été carrelés en dalles noires de 35 cm x 35 cm. Le sol de la nef est en brique. Les soubassements ont été peints en faux marbre et surmontés d'une corniche en plâtre sur tout le pourtour de l'édifice. Une sacristie est accolée au côté nord du chœur.
L'église de Montigny-sur-l'Hallue conserve un certain nombre d'œuvres protégées en tant que monuments historiques, au titre d'objets :
- fonts baptismaux en pierre du XVIe siècle ;
- statue de la Vierge à l'Enfant du XVIIe siècle ;
- statue en plâtre de saint Nicolas du XVIIIe siècle ;
- du XIXe siècle :
  - maître-autel avec retable, le tableau représente l'Adoration des bergers ;
  - clôture du chœur en fonte ajourée ;
  - statues représentant saint Nicolas et Notre-Dame des Victoires en plâtre ;
  - statue de l'Immaculée Conception en en bois peint et doré ;
  - Christ en croix en bois peint etc.